# Garlitos
Garlitos ist ein Ort und eine Gemeinde (municipio) mit 530 Einwohnern (Stand: 2024) im Nordosten der spanischen Provinz Badajoz in der Autonomen Gemeinschaft Extremadura. 

## Lage
Garlitos liegt ca. 130 Kilometer ostsüdöstlich von Mérida in einer Höhe von ca. 555 m in der Sierra de Pela. Das Klima im Winter ist gemäßigt, im Sommer dagegen warm bis heiß; die eher geringen Niederschlagsmengen fallen – mit Ausnahme der nahezu regenlosen Sommermonate – verteilt übers ganze Jahr.

## Bevölkerungsentwicklung
| Jahr      | 1970 | 1981 | 1991 | 2001 | 2011 | 2021 |
| Einwohner | 1193 | 971  | 883  | 777  | 633  | 555  |

Der deutliche Bevölkerungsrückgang seit den 1950er Jahren ist im Wesentlichen auf die Mechanisierung der Landwirtschaft, die Aufgabe bäuerlicher Kleinbetriebe und den damit einhergehenden Verlust an Arbeitsplätzen zurückzuführen (Landflucht).

## Sehenswürdigkeiten
- Johannes-der-Täufer-Kirche (Iglesia de San Juan Bautista) von 1517 mit Kapelle aus dem 18. Jahrhundert

## Gemeindepartnerschaft
Mit der spanischen Gemeinde Sant Vicenç dels Horts in der Provinz Barcelona (Katalonien) besteht eine Partnerschaft. 